# Isla Bodgaya
Isla Bodgaya es el nombre de una isla que se encuentra en la costa este del estado de Sabah en Malasia. La isla constituye la más grande de las que forman parte del Parque Marino Tun Sakaran justo al lado de la ciudad de Semporna. La isla tiene una superficie de 7,96 kilómetros cuadrados. Bodgaya junto con la isla de Boheydulang y los arrecifes de los alrededores son los restos de un volcán extinto.